# 米爾茨塔勒阿爾卑斯山脈
47°30′22″N 15°22′50″E / 47.506075°N 15.380494°E
米爾茨塔勒阿爾卑斯山脈（德語：Mürztaler Alpen），是奧地利的山脈，位於該國東南部，由施泰爾馬克州負責管轄，屬於東阿爾卑斯山脈的一部分，最高點海拔高度1,655。